# Tutti in piedi
Tutti in piedi (Tout le monde debout) è un film franco-belga del 2018 scritto, diretto ed interpretato da Franck Dubosc.

## Trama
Jocelyn (di padre francese e madre italiana) è un dirigente che vende scarpe sportive, direttore generale in Europa dell'azienda I-Run; scapolo impenitente e incallito seduttore, passa da una conquista all'altra con molta disinvoltura. Dopo aver presenziato al funerale di sua madre, Jocelyn si reca nell'appartamento della donna, sedendosi sulla sua sedia a rotelle. Proprio in quel momento viene sorpreso dalla nuova vicina Julia, un'attraente assistente domiciliare per disabili in carrozzina, venuta per chiedere aiuto per spostare un mobile dato che aveva visto la porta socchiusa. Jocelyn decide immediatamente di conquistare anche lei, ma per farlo continua a fingere di essere paraplegico. Julia lo invita a un barbecue domenicale in famiglia, e lì Jocelyn scopre con sgomento che lei ha una sorella maggiore realmente paraplegica, Florence, violinista con l'hobby del tennis.
Un giorno Florence si presenta nell'ufficio di Jocelyn per scusarsi del fatto che sua sorella abbia organizzato l'incontro a loro insaputa perché pensava che  potessero piacersi, e lo invita a un torneo di tennis per disabili dove lei stessa giocherà. Qualche tempo dopo Florence si reca a Praga per esibirsi in un concerto di musica classica in sostituzione di una violinista, e all'uscita dal teatro incontra Jocelyn (che ha apprezzato l'esibizione nonostante non ami quel genere musicale), giunto in città principalmente per concludere un contratto di lavoro. Dopo il concerto si fermano a cena in un ristorante e visitano la città fino al mattino. Quando tornano in albergo Jocelyn inizia a mettere in dubbio il suo comportamento, e quando Florence gli chiede di rimanere con lei declina gentilmente l'invito salutandola con un bacio sulla guancia.
Di ritorno dal viaggio, Florence ammette alla sorella che si sta pian piano innamorando di Jocelyn. Quest'ultimo invita la donna a cenare a casa sua, dove Florence gli rivela di essere stata tradita e di essere divenuta paraplegica a causa di un incidente stradale perché non aveva dato la precedenza; i due finiscono per fare l'amore. Jocelyn discute con l'amico andrologo Max sul da farsi, e lui gli dice che forse finalmente si sta innamorando. Gli unici che sono a conoscenza della sua finta disabilità sono, oltre a suo fratello Lucien, Max e la segretaria Marie, coi quali va a cena in un ristorante cinese con Florence, con la quale tuttavia non riesce ancora a essere sincero.
Lucien si invaghisce di Julia e le rivela la verità sul fratello. La ragazza affronta Jocelyn e gli impone di dire la verità a Florence entro due giorni. Jocelyn si confida con suo padre, elogiando la forza interiore di Florence e definendo se stesso un vigliacco; per risolvere la questione pensa a un viaggio a Lourdes per fingere di riprendere la mobilità, pur continuando a sentirsi profondamente in colpa. Frattanto Florence svela alla sorella di sapere da molto tempo che Jocelyn può camminare, e che ha deciso di non dire niente «per regalarsi un attimo di felicità in cambio di una bugia», che «è molto bello sentirsi amati, o in ogni caso crederci» e che «i bei momenti bisogna saperli afferrare»; non gliel'ha detto prima perché non voleva che lei la fermasse e perché voleva vedere fin dove Jocelyn sarebbe arrivato, perché «la cosa peggiore è quando finisce», e che quando lui si alzerà non farà niente, gli dirà addio.
A Lourdes, un prete capisce che Jocelyn è in grado di camminare dopo aver notato le sue scarpe molto consumate e gli consiglia di essere onesto. Quando Florence rischia di essere investita da un camion, Jocelyn la salva rivelando dunque le sue reali condizioni. Sulle prime Florence scherza parlando di «miracolo», ma poi se ne va. Jocelyn continua la sua vita mestamente, provando dolore per la mancanza di Florence. Un giorno ferma un bus dove lei sta viaggiando, sale e le chiede pubblicamente scusa prima di andarsene.
Jocelyn impara dai propri sbagli e diventa una persona migliore. Mentre partecipa alla maratona di New York, poco prima di terminare la corsa cede per la stanchezza; viene raggiunto inaspettatamente da Florence, che lo ha perdonato e lo accompagna sulla propria carrozzina fino all'arrivo, dove si scambiano un bacio.

## Distribuzione
Il film è stato distribuito nelle sale cinematografiche francesi il 23 febbraio 2018, mentre in quelle italiane il 27 settembre dello stesso anno da Vision Distribution. Il doppiaggio italiano è stato diretto e dialogato da Marco Mete per lo studio Sound Farm 999.

## Premi e riconoscimenti
- 2019 – Globes de cristal[1][2]
  - Migliore attrice in un film commedia ad Alexandra Lamy
  - Candidatura per il miglior film commedia

## Remake
Nel 2022 viene distribuito il remake italiano Corro da te, diretto da Riccardo Milani con protagonisti Pierfrancesco Favino e Miriam Leone.